# Maratona aquática no Campeonato Mundial de Esportes Aquáticos de 2022 - 5 km feminino
Os 5 km da maratona aquática feminina é um dos eventos do Campeonato Mundial de Esportes Aquáticos de 2022 que foi realizado no dia 27 de junho de 2022, em Budapeste, na Hungria. 

## Calendário
Horário local (UTC+2).
| Fase  | Data        | Hora  |
| ----- | ----------- | ----- |
| Final | 27 de junho | 12:00 |

## Medalhistas
| Ouro                    | Prata                | Bronze                      |
| Ana Marcela Cunha (BRA) | Aurélie Muller (FRA) | Giulia Gabbrielleschi (ITA) |

## Resultados
A prova foi realizada no dia 27 de junho às 12:00. 
| Pos.              | Nadadora               | Nacionalidade  | Tempo     |
| ----------------- | ---------------------- | -------------- | --------- |
| Medalha de ouro   | Ana Marcela Cunha      | Brasil         | 57:52.9   |
| Medalha de prata  | Aurélie Muller         | França         | 57:53.8   |
| Medalha de bronze | Giulia Gabbrielleschi  | Itália         | 57:54.9   |
| 4                 | Leonie Beck            | Alemanha       | 57:56.2   |
| 5                 | María de Valdés        | Espanha        | 57:59.0   |
| 6                 | Ginevra Taddeucci      | Itália         | 58:00.4   |
| 7                 | Viviane Jungblut       | Brasil         | 58:00.5   |
| 8                 | Moesha Johnson         | Austrália      | 58:02.5   |
| 9                 | Jeannette Spiwoks      | Alemanha       | 58:06.2   |
| 10                | Sharon van Rouwendaal  | Países Baixos  | 58:08.9   |
| 11                | Airi Ebina             | Japão          | 1:00:00.0 |
| 12                | Summer Smith           | Estados Unidos | 1:00:02.2 |
| 13                | Yukimi Moriyama        | Japão          | 1:00:03.7 |
| 14                | Ángela Martínez        | Espanha        | 1:00:49.5 |
| 15                | Réka Rohács            | Hungria        | 1:00:51.5 |
| 16                | Nip Tsz Yin            | Hong Kong      | 1:00:51.6 |
| 17                | Eva Fabian             | Israel         | 1:00:54.4 |
| 18                | Catherine van Rensburg | África do Sul  | 1:00:55.6 |
| 19                | Lenka Štěrbová         | Chéquia        | 1:00:57.1 |
| 20                | Anna Auld              | Estados Unidos | 1:00:57.2 |
| 21                | Burcu Naz Narin        | Turquia        | 1:00:57.4 |
| 22                | Ma Xiaoming            | China          | 1:00:59.0 |
| 23                | Špela Perše            | Eslovênia      | 1:00:59.1 |
| 24                | Vivien Balogh          | Hungria        | 1:00:59.2 |
| 25                | Krystyna Panchishko    | Ucrânia        | 1:01:00.3 |
| 26                | Finella Gibbs-Beal     | Austrália      | 1:01:01.2 |
| 27                | Sevim Eylül Süpürgeci  | Turquia        | 1:01:01.2 |
| 28                | Emma Finlin            | Canadá         | 1:01:01.3 |
| 29                | Amica de Jager         | África do Sul  | 1:01:03.7 |
| 30                | Lee Jeong-min          | Coreia do Sul  | 1:01:07.7 |
| 31                | Abby Dunford           | Canadá         | 1:01:08.9 |
| 32                | María Bramont-Arias    | Peru           | 1:01:13.9 |
| 33                | Diana Taszhanova       | Cazaquistão    | 1:03:02.7 |
| 34                | Martha Sandoval        | México         | 1:03:13.5 |
| 35                | Arianna Valloni        | San Marino     | 1:03:38.5 |
| 36                | Nikita Lam             | Hong Kong      | 1:04:03.8 |
| 37                | Fátima Portillo        | El Salvador    | 1:04:56.7 |
| 38                | Isabella Babbitt       | Equador        | 1:04:59.3 |
| 39                | Ruby Heath             | Nova Zelândia  | 1:05:15.7 |
| 40                | Xeniya Romanchuk       | Cazaquistão    | 1:05:22.5 |
| 41                | Citlalli Mora          | México         | 1:05:22.8 |
| 42                | Chantal Liew           | Singapura      | 1:05:28.8 |
| 43                | Kim Jin-ha             | Coreia do Sul  | 1:05:33.4 |
| 44                | Mariia Bondarenko      | Ucrânia        | 1:05:56.3 |
| 45                | Leandra Díaz           | Porto Rico     | 1:07:12.3 |
| 46                | Candice Ang            | Singapura      | 1:07:56.3 |
| 47                | Sofía Guevara          | Equador        | 1:07:56.6 |
| 48                | Alondra Quiles         | Porto Rico     | 1:09:22.9 |
| 49                | María Porres           | Guatemala      | 1:10:09.4 |
| 50                | Maiza Cardozo          | Uruguai        | 1:11:31.5 |
| 51                | Therese Soukup         | Seicheles      | 1:12:01.6 |
| –                 | Sindhu Moro            | Índia          | OTL       |
| –                 | Diana Quirós           | Costa Rica     | OTL       |
| –                 | Leslie Rojas           | Bolívia        | OTL       |
| –                 | Karimah Katemba        | Uganda         | OTL       |
| –                 | Seneshi Herath         | Sri Lanka      | DNS       |